# كورناي هايمانس
كورناي جان فرنسوا هايمانس (بالفرنسية: Corneille Jean François Heymans) ولد في خنت بمقاطعة الفلاندرز الشرقية البلجيكية في 28 مارس 1892 وتوفي في كنوكه بمقاطعة الفلاندرز في 18 يوليو 1968. كان عالم وظائف أعضاء فلمنكي بلجيكي، حصل على جائزة نوبل في الطب لعام 1938 تقديرًا لأبحاثه التي بين فيها الآلية التي يقدّر بها الجسم ضغط الدم وتركيز الأكسجين في الدم وينقلهما إلى المخ.
درس في كلية سانت بارب اليسوعية، ثم التحق بجامعة خنت، كما درس في مرحلة الدراسات العليا بمدرسة الطب التابعة لجامعة كيس وسترن ريسرف بالولايات المتحدة الأمريكية. خلف هايمانس والده جان-فرانسوا هايمانس في منصب أستاذ علم الصيدلة بجامعة خنت.
تزوج هايمانس من طبيبة العيون برتا ماي سنة 1929 وأنجبا أربعة أبناء. توفي هايمانس في كنوكه متأثراً بسكتة دماغية.

## التكريم
- سميت باسمه فوهة قمرية
- جائزة نوبل في الطب سنة 1938

## وصلات خارجية
- كورناي هايمانس على موقع الموسوعة البريطانية (الإنجليزية)
- كورناي هايمانس على موقع مونزينجر (الألمانية)
- كورناي هايمانس على موقع إن إن دي بي (الإنجليزية)
- هيمانز ، كورني - موسوعة المورد، منير البعلبكي، 1991